# Елізабетталь
Елізабетталь — колишній населений пункт у Чернігівському районі Запорізької області.
Колонія була заснована 1823 року німцями-менонітами, що переселилися з Прусії, за 38 км від Чернігівки на правому березі річки Чокрак, притоки Юшанли. Колонія розвивалася швидко, 1864 року в ній проживало 415 осіб у 61 будинку, працювали сільське училище, було насаджено 87 469 дерев, працювали 22 повних, 6 половинних і 29 малих господарств, а на середину 1880-х після часткової еміграції тут проживала 331 особа. Заняття жителів було типовим — землеробство і скотарство. Жителі села були членами менонітської церкви колонії Порденау. У 1913 році в колонії проживало 436 осіб, працювали вітрові млини й цегельня. У 1930 році утворено колгосп. У період сталінських репресій репресовано 28 жителів села. З початком сталінсько-гітлерівської війни все німецьке населення було репресовано й вивезено в Сибір. Після війни село відбудовувалося жителями навколишніх сіл і переселенцями з Західної України. Село перейменовують у Єлизаветівку. У 1958 році село приєднали до с. Олександрівка.